# Anomala phlyctenopyga
Anomala phlyctenopyga är en skalbaggsart som beskrevs av Ohaus 1915. Anomala phlyctenopyga ingår i släktet Anomala och familjen Rutelidae. Inga underarter finns listade i Catalogue of Life.